# 西中島村 (愛媛県)
西中島村（にしなかじまむら）は愛媛県風早郡のち温泉郡にあった村である。
1963年（昭和38年）3月31日に東隣の中島町に編入して自治体としては歴史を閉じた。中島町は2005年（平成17年）1月1日北条市とともに松山市へ編入されたため、現在は松山市域に属する。
今日、西中島の名は、饒（にょう）にあるフェリー・旅客船が発着する「西中港」として残っている。
下記以外の事項については、中島の記事を参照。

## 地理
忽那諸島の中央、中島本島の概ね西半分。中島本島の中央部の大里山（296m）、泰ノ山（289m）やそれらに連なる山々を境に東中島村（後に中島町）と接する。北沖合の大館場島、小館場島（いずれも無人島）も村域に含む。
村名の由来
中島の西部であることから。

## 社会

### 地域・集落
以下の旧6か村がそのまま大字になり、中島町に編入されてからも継承された。概ね海岸線に沿って集落は形成されており、反時計回りに次の集落（大字）がある。
粟井（あわい）、畑里（はたり）、饒（にょう）、吉木（よしき）、熊田（くまた）、宇和間（うわま）
なお、松山市への編入後は、温泉郡中島町を松山市に置き換える表記。ただし、粟井については他地域に同名の町があるため、「中島」を付して「中島粟井」とする。

### 行政
役場
大字饒におかれた。発足当時は神官大内家においたが、移転。
歴代村長

### 人口
- 明治37年　655戸、3672人
- 大正10年　683戸、4129人
- 昭和30年　3909人

## 沿革
- 1889年12月15日 - 町村制施行により旧風早郡の粟井村、畑里村、饒村、吉木村、熊田村、宇和間村の6村が合併し風早郡西中島村として発足。
- 1897年4月1日 - 風早郡が温泉郡に編入され温泉郡西中島村となる。
- 1963年3月31日 - 温泉郡中島町に編入され消滅。

```
西中島村の系譜
（町村制実施以前の村）　（明治期）　　　　　　　　　（昭和の合併）　（平成の合併）
　　　　　　　　　　　　町村制施行時
元怒和━━━━┓
津和地━━━━┫
二神　━━━━╋━━━神和村━━━━━━━━┓
上怒和━━━━┛　　　　　　　　　　　　　　┃昭和34年3月31日
大浦　━━━━┓　　　　　　　　　　　　　　┃ 合併
小浜　━━━━┫　　　　　　　　　　あ　　　┣━中島町━━┳━┳━━┓
長師　━━━━╋━━━東中島村━━━中島町━┛　　　　　い┃　┃　　┃
宮野　━━━━┫　　　　　　　　　　　　　　　　　　　　　┃　┃　　┃
神浦　━━━━┛　　　　　　　　　　　　　　　　　　　　　┃　┃　　┃
野忽那━━━━┓　　　　　　　　　　　　　　　　　　　　　┃　┃　　┃
　　　　　　　┣━━━睦野村━━━━━━━━━━━━━━━┛　┃　　┃
睦月　━━━━┛　　　　　　　　　　　　　　　　　　　　　　　┃　　┃
粟井　━━━━┓　　　　　　　　　　　　　　　　　　　　　　う┃　　┃
畑里　━━━━┫　　　　　　　　　　　　　　　　　　　　　　　┃　　┃
饒　　━━━━╋━━━西中島村━━━━━━━━━━━━━━━━┛　　┃
吉木　━━━━┫　　　　　　　　　　　　　　　　　　　　　　　　　　┃
熊田　━━━━┫　　　　　　　　　　　　　　　　　　　　　　　　　　┃
宇和間━━━━┛　　　　　　　　　　　　　　　　　　　　　　　　　　┃
　　　　　　　　　　　　　　　　　　　　　　　　北条市━━━━━━━┫
　　　　　　　　　　　　　　　　　　　　　　　　松山市　━━━━━━┻━松山市
　　　　　　　　　　　　　　　　　　　　　　　　　　　　　　　　　　　　　　　え
あ – 昭和27年8月1日町制施行
い – 昭和35年3月31日睦野村を中島町へ編入
う – 昭和38年3月31日に西中島村を中島町へ編入
え – 平成17年1月1日に中島町及び北条市を松山市へ編入
（注記）北条市・松山市の合併以前の系譜はそれぞれの市の記事を参照のこと。

```